# Piero Chiara

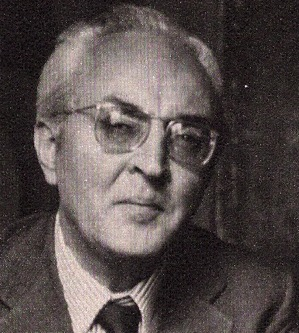
Piero Chiara

Piero Chiara (Luino, 13 maart 1913 – Varese, 31 december 1986) was een Italiaanse schrijver.

## Biografie
Chiara werd geboren in een van oorsprong Siciliaanse familie. Hij studeerde aanvankelijk rechten, en werkte een tijdje als fotograaf. Tijdens de Tweede Wereldoorlog vluchtte hij naar Zwitserland om arrestatie door de fascistische militie te voorkomen. Hij keerde in 1946 naar Italië terug, en begon aldaar met zijn carrière als schrijver.
Zijn bekendste werk is La stanza del vescovo (1976), dat kort na uitgave werd verfilmd door Dino Risi.

## Werken
- Incantavi, 1945
- Itinerario svizzero, 1950
- Quarta generazione, 1954
- Dolore del tempo, 1959
- Il piatto piange, 1962
- Mi fo coraggio da me, 1963
- La Spartizione (1964, dt. Die Teilung)
- Il Ballordo (1967, dt. Der brave Riesenpinsel)
- L'uovo al cianuro e altre stone (1969)
- II giovedi della signora Giulia (1970)
- Con la faccia per terra (1972)
- II pretore du curio (1973)
- Sotto la sua mano (1974)
- Il cappotto di astrakan (1978, dt. Der Astrachanmantel)
- Das Zimmer in der Villa Cleofe (dt. 1979)
- Vita di Gabriele D'Annunzio, 1978
- La macchina volante, 1978
- Una spina nel cuore, 1979
- I re magi ad Astano, 1979
- Ora ti conto un fatto, 1980
- Le avventure di Pierino al mercato di Luino, 1980
- Helvetia salve!, 1981
- I popoli chi nato sia non sanno, 1981
- 40 storie di Piero Chiara negli elzeviri del "Corriere", 1983
- Il "Decameron" in 10 novelle, 1984
- Prato nella vita e nell'arte di Gabriele D'Annunzio, 1985
- La povera Iride, 1987
- Pierino non farne più!, 1987
- Racconto di Natale, 1987
- Fatti e misfatti, 1988
- Tre racconti, 1989
- Sale e tabacchi, 1989

- Bibliothèque nationale de France: cb12035834s (data)
- Catàleg d'autoritats de noms i títols de Catalunya: 981058509582706706
- Gemeinsame Normdatei: 119364182
- International Standard Name Identifier: 0000 0001 2134 0838
- Library of Congress Control Number: n79095612
- Nationale Bibliotheek van Tsjechië: xx0015136
- Nationale Bibliotheek van Israël: 987007434616905171
- Nationale Bibliotheek van Polen: a0000001245184
- Nederlandse Thesaurus van Auteursnamen: 069819475
- Istituto Centrale per il Catalogo Unico: CFIV000472
- LIBRIS: 249893
- Système universitaire de documentation: 028543432
- Virtual International Authority File: 56626006
- WorldCat: E39PBJgcYgKqj6HwgF79yh67pP